# یایچیچ
یایچیچ (به صربی: Jajčić) یک منطقهٔ مسکونی در صربستان است که در ییگ واقع شده‌است.